# Lucy Everest Boole
Lucy Everest Boole (5 de agosto de 1862-5 de diciembre de 1904) fue una química y farmacéutica irlandesa y la primera profesora mujer de la London School of Medicine for Women en el Royal Free Hospital. También fue la primera mujer miembro del Royal Institute of Chemistry.

## Biografía

### Primeros años y educación
Boole nació el 5 de agosto de 1862 en Cork, Irlanda, donde su padre, el matemático y lógico George Boole, era profesor en el Queen's College. Su madre, Mary Everest Boole, fue una matemática y educadora autodidacta interesada en la Pedagogía. Lucy era la cuarta de cinco hermanas, algunas de ellas también sobresalientes. Su hermana Alicia Boole era matemática y su hermana Ethel Lilian Voynich era novelista. George Boole murió en 1864 y dejó a la familia en malas condiciones económicas, por lo que tuvieron que regresar a Inglaterra y su madre comenzó a trabajar como bibliotecaria en el Queen's College de Londres. Lucy estudió en una escuela adjunta al Queen's College pero no recibió educación universitaria. Estudió Química como parte de su entrenamiento como farmacéutica.

### Carrera
Boole asistió a la escuela de la Royal Pharmaceutical Society de 1883 a 1888, donde más tarde se dedicó a la investigación. Comenzó a hacer demostraciones químicas en 1881 y a impartir clases en la London School of Medicine en 1893. Fue la primera mujer elegida para ser miembro del Institute of Chemistry (que más adelante sería el Royal Institute of Chemistry). Se cree que fue la primera profesora de química en el Royal Free Hospital de Londres. Publicó colectivamente con sir Wyndham Dunstan, director del Imperial Institute en Londres, incluyendo el artículo: «An Enquiry into the Vessicating Constituent of Croton Oil». Desarrolló el procedimiento para analizar el tártaro emético que se propuso en un artículo conjunto con Dunstan en 1889 y se convirtió en el método oficial de análisis hasta 1963.

### Últimos años y fallecimiento
Lucy Boole nunca se casó y vivió con su madre en Notting Hill, Londres. Su madre resumió su carrera: «Lucy Everest Boole: nunca estuvo en ninguna universidad. Estudió Química para calificar como despachadora o dependienta de farmacia. Se convirtió en miembro del Instituto de Química, profesora de Química y jefa del laboratorio químico en la Escuela de Medicina de Londres para Mujeres». Enfermó en 1897 y murió en 1904 a la edad de 42 años.